# Norbert De Batselier
Norbert De Batselier (Dendermonde, 24 december 1947) is een voormalige Belgische socialistische politicus.

## Levensloop
Norbert De Batselier behaalde in 1970 een licentiaatsdiploma in de Economische Wetenschappen aan de Vrije Universiteit Brussel. Hij was er van 1971 tot 1978 assistent Economie en van 1970 tot 1972 tevens onderzoeker op het Centrum voor bedrijfseconomie aan de VUB. Van 1972 tot 1976 was hij eveneens economisch adviseur en vanaf 1976 tot 1979 directeur van het Vormingsinstituut bij het ABVV. Ondertussen doceerde hij van 1975 tot 1980 sociale economie aan het Hoger Instituut voor Sociaal en Kultureel Werk Arbeidershogeschool (HISKWA) in Brussel. Van 1979 tot 1981 was hij kabinetschef van de toenmalig minister voor het Vlaams Gewest Marc Galle en in 1981 werd hij kort administrateur-generaal bij het Ministerie van de Vlaamse Gemeenschap. Daarnaast was De Batselier van 1980 tot 1981 ondervoorzitter van de Gewestelijke Investeringsmaatschappij voor Vlaanderen en van 1979 tot 1981 beheerder van het Fonds Industriële Vernieuwing.
Hij begon zijn politieke carrière binnen de Jongsocialisten en was van 1966 tot 1970 voorzitter van de Jongsocialistische afdeling van Sint-Gillis. Nadien was hij van 1970 tot 1973 nationaal ondervoorzitter en van 1973 tot 1974 nationaal voorzitter van de Jongsocialisten. In oktober 1976 werd hij voor de toenmalige BSP verkozen tot gemeenteraadslid van Dendermonde. Via een progressieve frontvorming met de plaatselijke Volksunie werd hij op 1 januari 1995 verkozen tot burgemeester van Dendermonde, wat hij bleef tot aan zijn afscheid van de lokale politiek op 31 augustus 2006. 
Bij de verkiezingen van november 1981 werd De Batselier voor het arrondissement Dendermonde verkozen in de Kamer van volksvertegenwoordigers, wat hij bleef zetelen tot in mei 1995. In de periode december 1981-mei 1995 had hij als gevolg van het toen bestaande dubbelmandaat ook zitting in de Vlaamse Raad. De Vlaamse Raad was vanaf 21 oktober 1980 de opvolger van de Cultuurraad voor de Nederlandse Cultuurgemeenschap, die op 7 december 1971 werd geïnstalleerd, en was de voorloper van het huidige Vlaams Parlement. Van december 1985 tot mei 1988 maakte hij als tweede ondervoorzitter deel uit van het Bureau (dagelijks bestuur) van de Vlaamse Raad.
In de federale regering-Martens VIII werd hij op 9 mei 1988 staatssecretaris voor Institutionele Hervormingen. In de Vlaamse regering-Geens IV werd hij op 18 oktober 1988 minister van Economie, Middenstand en Energie en viceminister-president. In die periode richtte hij - ten gevolge van de staatshervorming van 1988 - een hele reeks Vlaamse overheidsinstellingen op. Het VIZO (Vlaams Instituut voor het Zelfstandig Ondernemen), het IWT (Instituut voor Wetenschap en Technologie), het VITO (Vlaams Instituut voor Technologisch Onderzoek), de VDBH (Vlaamse Dienst voor de Buitenlandse Handel). Ook hervormde hij de Gewestelijke Ontwikkelingsmaatschappijen (GOM), waar hij een strenge cumulregeling oplegde aan de bestuurders.

### Regeringen Van den Brande
Hij bleef viceminister-president in de regeringen Van den Brande I, II en III tot 13 juni 1995. Van 22 januari 1992 tot 13 juni 1995 werd hij als Vlaams minister bevoegd voor leefmilieu en huisvesting. In die periode werd hij vooral bekend met een grootscheeps bouwprogramma in de sociale huisvesting "Domus Flandria" en meer nog met het Mestactieplan (MAP) dat een oplossing trachtte te bieden voor de overbemesting in Vlaanderen. Ook het Duinendecreet werd tijdens zijn mandaat goedgekeurd in 1993.
Binnen de SP behoorde hij tot de Vlaamsgezinde strekking die vorm wilde geven aan een zelfstandig Vlaams socialisme en pleitte voor een ver doorgedreven federalisme, dat de befaamde wafelijzerpolitiek moest tegengaan en voor een efficiëntere en democratischere besluitvorming moest zorgen. Ook ijverde hij ervoor om de gewesten autonomie te geven op zoveel mogelijk gebieden en hen ook alle belastingen te laten innen, terwijl defensie, buitenlandse zaken, monetair beleid en sociale zekerheid federale bevoegdheden zouden blijven en het federale niveau gefinancierd zou worden via dotaties. De eigen financiële verantwoordelijkheid van de gewesten werd hierbij gekoppeld aan een mechanisme van wederkerige nationale solidariteit. De Batselier wenste deze principes te bereiken via progressieve frontvorming en schreef daarom in 1996 met de progressieve Vlaams-nationalist Maurits Coppieters Het Sienjaal, een manifest dat opriep tot progressieve frontvorming in Vlaanderen met socialisten, groenen, progressieve Vlaams-nationalisten, vertegenwoordigers uit de christelijke arbeidersbeweging, vakbonden en sociale bewegingen en waarin gepleit werd voor de geleidelijke opbouw van de Vlaamse autonomie en een gedeeltelijke splitsing van de sociale zekerheid inzake ziekteverzekering en kinderbijslag. Door een gebrek aan belangstelling aan de progressieve linkerzijde kwam dit project echter nooit echt van de grond. Tevens kon hij zijn partij op het Toekomstcongres in mei 1998 niet overtuigen van zijn communautaire overtuigingen, die door een deel van de SP als te radicaal werden bevonden.  
Bij de eerste rechtstreekse verkiezingen voor het Vlaams Parlement van 21 mei 1995 werd hij verkozen in de kieskring Sint-Niklaas-Dendermonde. Tijdens de openingsvergadering van 13 juni 1995 werd hij tot voorzitter van het Vlaams Parlement benoemd. Hij bleef Vlaams volksvertegenwoordiger en tevens voorzitter van het Vlaams Parlement tot juli 2006. Op 6 februari 2002 werd hij in de plenaire vergadering van het Vlaams Parlement gehuldigd voor zijn 20 jaar parlementair mandaat. Het parlementsvoorzitterschap combineerde De Batselier met het voorzitterschap van een aantal parlementaire commissies: van 1995 tot 1999 van de commissie Financiën en Begroting, van 1999 tot 2004 van de commissie Institutionele en Bestuurlijke Hervorming en Ambtenarenzaken en van 2004 tot 2006 van de commissie Binnenlandse Aangelegenheden, Bestuurszaken, Institutionele en Bestuurlijke Hervorming en Decreetsevaluatie. Sinds 24 oktober 2006 mag hij zich erevoorzitter van het Vlaams Parlement noemen. Die eretitel werd hem toegekend door het Bureau (dagelijks bestuur) van deze assemblee.
Als voorzitter van het Vlaams Parlement liet De Batselier in 2001 een studiedag organiseren van de werkgroep Voorwaarts maar niet vergeten, over de collaboratie tijdens en de Repressie na de Tweede Wereldoorlog. Dit leidde in 2002 tot een resolutie met aanbevelingen inzake de omgang met het oorlogsverleden en de versterking van de democratie, die voornamelijk gericht was tegen het radicaal-rechtse Vlaams Blok. Daarnaast ijverde hij voor de modernisering en de herwaardering van het Vlaams Parlement.

### Na de politiek
De Batselier werd na zijn politiek mandaat directeur bij de Nationale Bank van België. Deze benoeming was uitzonderlijk; centrale banken hebben normaal geen voormalige parlementsvoorzitters in de raad van bestuur. Eind 2014 bereikte hij de leeftijdsgrens van 67 jaar, waardoor hij bij de regering een aanvraag moest indienen om nog langer directeur te kunnen blijven. Dat verzoek werd afgewezen, waarna zijn mandaat afliep. Daarnaast was hij van 2007 tot 2013 gastprofessor aan de faculteit Economische, Sociale en Politieke Wetenschappen van de VUB.
Hij was of is tevens:
- bestuurder van het Zilverfonds
- lid van het comité van het Rentenfonds
- lid van het directiecomité van het Beschermingsfonds
- lid van de Hoge Raad van Financiën
- lid van het Comité van financiële stabiliteit (2006-2010)
- bestuurder (2007-2011) en waarnemend lid van de raad van bestuur (2011-2014) van het Instituut voor de Nationale Rekeningen
- gasthoogleraar aan de faculteit Politieke Wetenschappen van de Vrije Universiteit Brussel (2007-2013)
- lid (2008-2009) en ondervoorzitter (2010-2014) van de Commissie Efficiënte en Effectieve Overheid van de Vlaamse Gemeenschap
- lid van de Commissie voor de versnelling van besluitvormingsprocessen inzake investeringsprojecten (2009-2010)
- lid van het Comité voor systeemrisico's en systeemrelevante financiële instellingen (2010-2011)
- voorzitter van de high level task force ter verbetering van de governance van de statistieken met betrekking tot de rekeningen van de overheidssector (2012-2013)
- lid van het strategisch comité van het Nationaal Verbond van Socialistische Mutualiteiten
- eerste ondervoorzitter van het Ros Beiaardcomité
- bestuurder en secretaris van Kazerne Dossin
- lid van het Strategic Advisory Board, afdeling Economic World van de Universitaire Associatie Brussel
- voorzitter van de raad van bestuur van de Stichting Gerrit Kreveld (2015-heden), de uitgever van het maandblad Samenleving en Politiek.

## Publicaties
- Dynamiek of dynamiet? Concrete voorstellen voor een nieuwe staatshervorming (Van Halewyck, Leuven 2003).

## Eretekens
- België: Grootkruis in de Kroonorde, KB 11 Juni 2004